# Fissidens vulcanicus
Fissidens vulcanicus är en bladmossart som beskrevs av Ferdinand François Gabriel Renauld och Jules Cardot 1897. Fissidens vulcanicus ingår i släktet fickmossor, och familjen Fissidentaceae. Inga underarter finns listade i Catalogue of Life.